# Holden Karnofsky
Holden Karnofsky é um executivo americano de organizações sem fins lucrativos. Ele é cofundador e Diretor de Estratégia de IA da organização de pesquisa e doação Open Philanthropy. Karnofsky cofundou o avaliador de caridade GiveWell com Elie Hassenfeld em 2007 e é vice-presidente de seu conselho de administração.

## Biografia

### Educação e início da carreira
Karnofsky se formou em Estudos Sociais na Universidade Harvard em 2003. Em Harvard, ele foi membro do The Harvard Lampoon. Depois de se formar, ele trabalhou na Bridgewater Associates, um fundo de gestão de investimentos com sede em Westport, Connecticut.

### GiveWell
Na Bridgewater Associates, Karnofsky conheceu seu futuro cofundador da GiveWell, Elie Hassenfeld. Em 2006, Karnofsky e Hassenfeld criaram um clube de caridade no qual eles e outros funcionários da Bridgewater Associates juntavam dinheiro e buscavam as melhores instituições de caridade para doar o dinheiro. Em meados de 2007, com doações de seus colegas, Karnofsky e Hassenfeld formaram um fundo chamado “The Clear Fund” e deixaram seus empregos para trabalhar em tempo integral na GiveWell, cujo objetivo era alocar o dinheiro do "The Clear Fund" para as melhores instituições de caridade.
Em junho de 2012, a GiveWell anunciou uma parceria com a Good Ventures, a fundação filantrópica encarregada de doar a fortuna do cofundador do Facebook, Dustin Moskovitz. Desde então, a Good Ventures tem sido uma das principais financiadoras da GiveWell, além de ser uma das principais doadoras das instituições de caridade recomendadas pela GiveWell.
Sob a liderança de Karnofsky, o dinheiro anual transferido para as instituições de caridade recomendadas pela GiveWell aumentou de US$ 1,6 milhão em 2010 para US$ 110 milhões em 2015. Desde 2020, ele é vice-presidente do conselho de administração.

#### Incidente deAstroturfing
Em dezembro de 2007, Karnofsky foi descoberto postando uma pergunta sobre a organização no MetaFilter usando o nome de outra pessoa, e depois postando uma resposta sobre a GiveWell com seu próprio nome, mas sem revelar sua afiliação com a GiveWell. A repercussão negativa levou Karnofsky a renunciar ao cargo de diretor executivo, embora tenha sido reintegrado posteriormente. A diretoria cortou US$ 5.000 de seu salário para pagar um curso de desenvolvimento profissional que ele deveria fazer. O incidente teve repercussões negativas na reputação da GiveWell. A alegação de Karnofsky de que o incidente havia sido causado por privação de sono e a oferta de doação ao MetaFilter foram ridicularizadas pelos usuários do site.

### Open Philanthropy
Karnofsky foi CEO e, em seguida, codiretor executivo da Open Philanthropy, uma fundação de pesquisa e doação cujos principais financiadores são Cari Tuna e Dustin Moskovitz. A Open Philanthropy é um desdobramento da GiveWell Labs, uma colaboração da GiveWell e da Good Ventures para doações mais especulativas. Em agosto de 2019, a Open Philanthropy já havia feito cerca de 650 doações para mais de 370 organizações, desembolsando um total de US$ 857 milhões.
Em 2023, Karnofsky primeiro tirou uma licença de sua função de codiretor executivo e depois passou a ocupar uma nova função como Diretor de Estratégia de IA.

## Vida pessoal
Karnofsky é casado com Daniela Amodei, ex-funcionária da OpenAI que co-fundou a Anthropic, uma empresa que desenvolveu o Claude 2, uma alternativa ao ChatGPT.

## Visões
Karnofsky se identifica com as ideias do altruísmo eficaz e tem representado e se envolvido com esta comunidade. No início de sua carreira, Karnofsky disse que adotava uma estrutura moral consequencialista que esperava “dar às pessoas mais poder para viver a vida que elas querem viver”. Nos últimos anos, ele escreveu sobre a importância de estender a empatia a todos os seres que merecem consideração moral, mesmo quando não é comum ou parece estranho fazê-lo. Ele acredita que é importante que a GiveWell aumente a diversidade racial e de gênero de seus funcionários, e a organização tomou medidas sobre estes assuntos.
Ele debateu com outros líderes de organizações sem fins lucrativos sobre a importância das visitas de campo, que ele acredita serem importantes, mas não suficientes para avaliar a eficácia dos programas de caridade.
Em agosto de 2014, depois que a Hewlett Foundation anunciou o fim de sua Nonprofit Marketplace Initiative (um dos principais financiadores iniciais da GiveWell), Karnofsky escreveu um post no blog da GiveWell expondo suas ideias sobre o programa, com base em sua experiência como beneficiário de sua generosidade. A Hewlett Foundation respondeu em um comentário no post e Jacob Harold respondeu no blog GuideStar.
Karnofsky compartilhou suas ideias sobre a escolha de uma carreira altruísta e elaborou a abordagem da Open Philanthropy para a priorização de causas em uma entrevista com Robert Wiblin para o podcast 80,000 Hours e em outros lugares.